# Ernst Darmstaedter
Ernst Darmstaedter  (* 13. Januar 1877 in Mannheim; † 12. November 1938 in Stockdorf bei München) war ein deutscher Chemiehistoriker.

## Leben und Wirken
Er war der Neffe von Ludwig Darmstaedter und Sohn von Julius Darmstaedter und studierte ab 1897 im Labor von Fresenius in Wiesbaden und danach an der Universität Heidelberg, an der er 1901  promoviert wurde (Über das Hydrazid der n-Tetramethylendicarbonsäure Adipinsäure). Nach der Promotion war er in Genf und ab 1906 als Privatgelehrter in München. Er befasste sich mit der Geschichte der Naturwissenschaften und speziell der Chemie (Georgius Agricola, Paracelsus, Pseudo-Geber u. a.). 1922 bis 1928 gab er die Münchner Beiträge zur Geschichte der Naturwissenschaften und Medizin heraus.
Seit 1930 war ein Großteil seiner wertvollen Bibliothek Bestandteil der heutigen Wellcome Library in London.
Am 12. November 1938 nahm sich Ernst Darmstaedter im Zusammenhang mit den Novemberpogromen das Leben.

## Schriften (Auswahl)
- Arznei und Alchemie. Paracelsus-Studien. Barth, Leipzig 1931 (= Studien zur Geschichte der Medizin. Band 20).
- Der Naturselbstdruck. In: Philobiblon, Jg. 3 (1930), Heft 9, S. 373–378.
- Zur Geschichte der Narkose und Anästhesie. In: Schmerz, Narkose und Anästhesie. Band 4, 1931/1932, S. 117 ff.
- Steinbücher: eine kurze Übersicht über die mineralogische Literatur vom Standpunkte des Bücherfreundes. In: Philobiblion. Jg. 7 (1934), S. 261–278.
- Die Alchemie des Geber, übersetzt und erklärt von Ernst Darmstaedter. Springer, Berlin 1922, Internet Archive; Neudrucke Vaduz (Sändig) 1969 und Walluf 1978.
- Georg Agricola, 1494–1555: Leben und Werk. (= Münchner Beiträge zur Geschichte und Literatur der Naturwissenschaften und Medizin, 1), Verlag der Münchner Drucke 1922.
- Hrsg. mit Carl Schiffner: Georg Agricola: Zwölf Bücher vom Berg- und Hüttenwesen. Berlin, VDI Verlag, München: Agricola Gesellschaft 1928.
- Berg-, Probir- und Kunstbüchlein. München 1926 (= Münchner Beiträge zur Geschichte und Literatur der Naturwissenschaften und Medizin, 2/3).
- Per la storia dell' „Aurum potabile“. In: Archivo di storia della scienza, Jg. 5 (1924), Nr. 3, S. 251–271.